# Königssee
Königssee (pol. Jezioro królewskie) to jezioro w Bawarii. Leży na południowy wschód od Monachium. Przez jezioro Königssee przepływa rzeka Königsseer Ache.

## Galeria

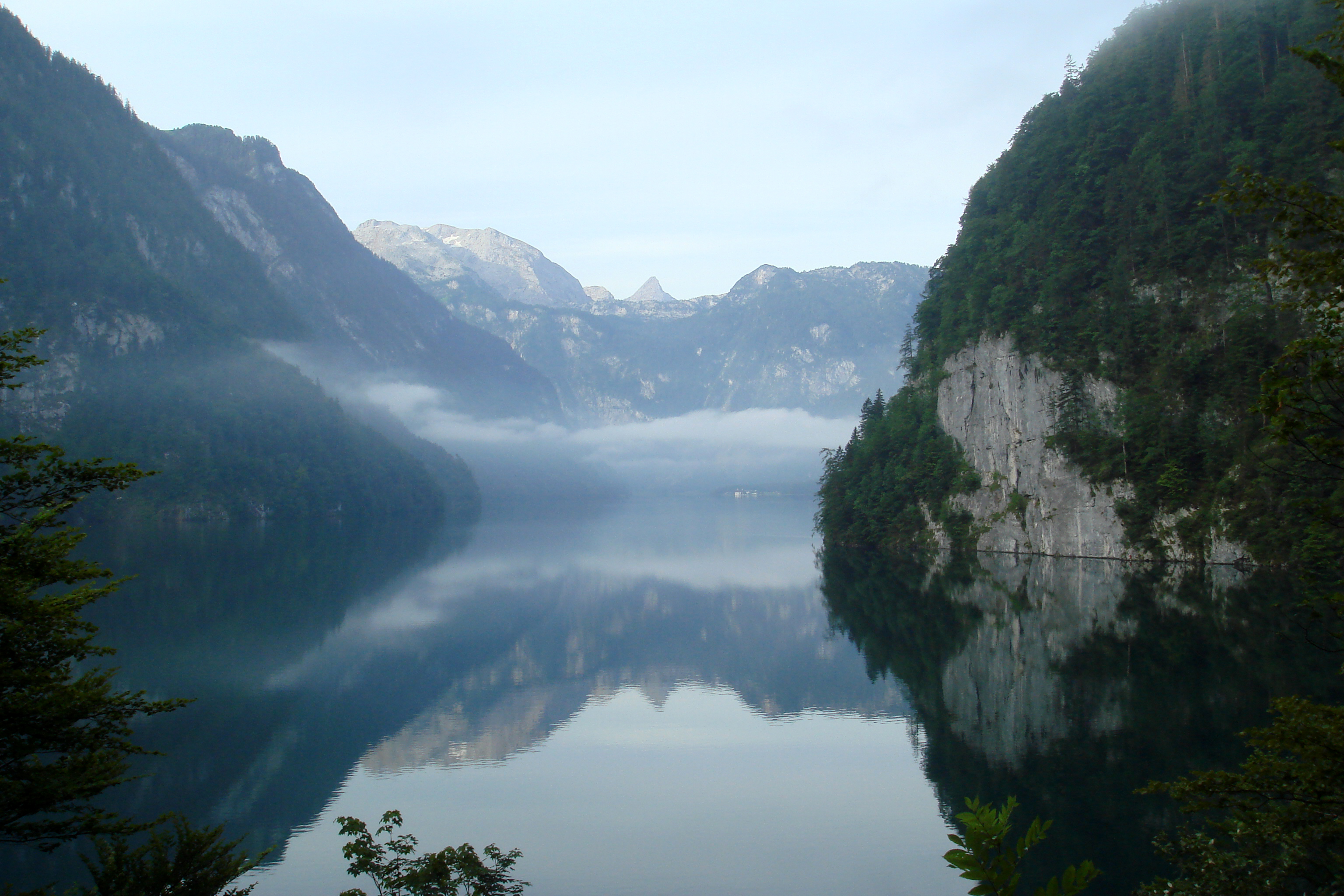
Malerwinkel
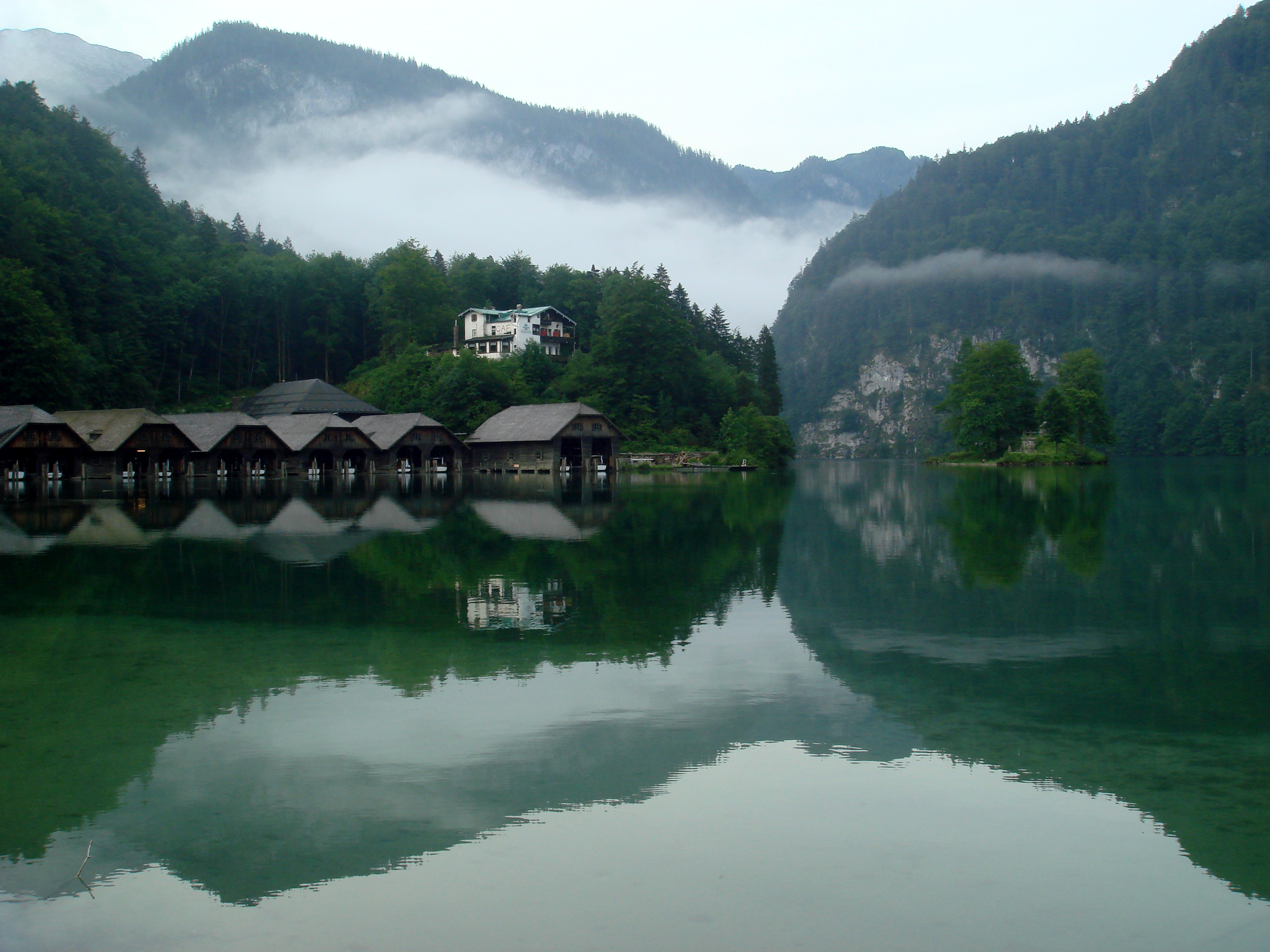
Schönau am Königssee
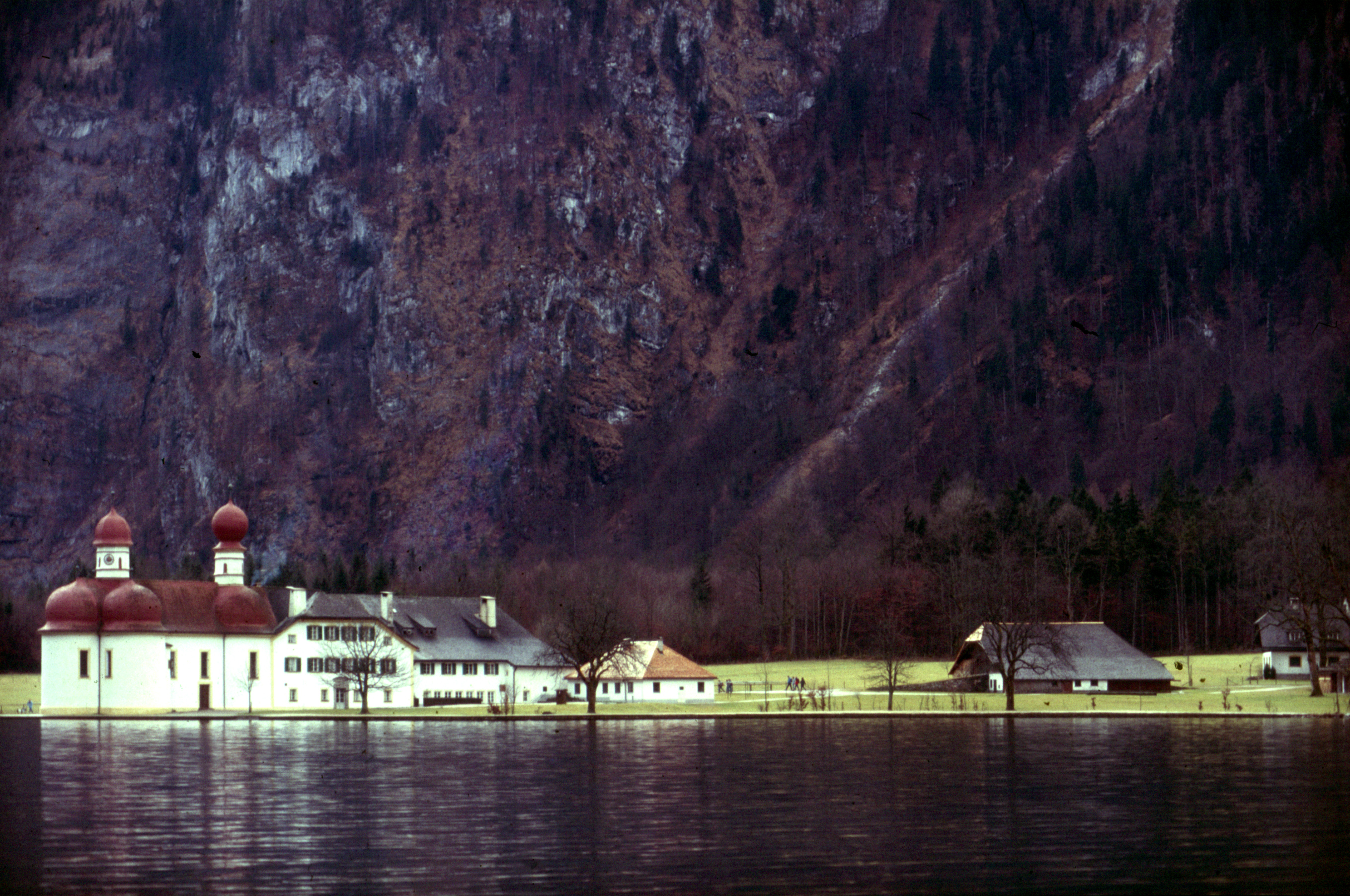
Święty Bartholomä